# Tannunah
Tannunah (tiếng Ả Rập: تنونة, cũng đánh vần là Tannoula hoặc Tenuny) là một ngôi làng ở phía bắc Syria nằm về phía tây bắc của Homs trong Tỉnh Homs. Theo Cục Thống kê Trung ương Syria, Tannunah có dân số 882 người trong cuộc điều tra dân số năm 2004. Cư dân của nó chủ yếu là Alawites.